# Incidente del HMBS Flamingo
L'incidente del HMBS Flamingo, noto anche come l'incidente cubano o l'incidente di Cay Santo Domingo, ebbe luogo tra il 10 e l'11 maggio 1980 nelle acque del distretto di Ragged Island dello Stato caraibico delle Bahamas.
Il 10 maggio 1980 il pattugliatore della Royal Bahamas Defence Force HMBS Flamingo, in missione di vigilanza nelle acque meridionali dell'arcipelago, sorprese due pescherecci cubani intenti a pescare illegalmente nelle acque bahamensi dell'isola di Cay Santo Domingo; dopo che i pescherecci ebbero tentato la fuga, il Flamingo si gettò all'inseguimento, sparando colpi di avvertimento e obbligandoli infine a fermarsi. Mentre rientrava verso la terraferma con i pescherecci al traino e i loro equipaggi agli arresti, il Flamingo fu però attaccato da due aerei da caccia dell'Aviazione miliare cubana accorsi sul posto: il pattugliatore fu colato a picco con la morte di quattro marinai bahamensi. I superstiti dell'equipaggio arrivarono a terra a Ragged Island a bordo di uno dei pescherecci requisti, ma il giorno seguente altri velivoli cubani eseguirono manovre minacciose sopra i cieli dell'isola, arrivando anche a sbarcare al suolo da un elicottero degli uomini armati; i cubani si ritirarono solo dopo l'arrivo in zona di aerei da caccia della United States Air Force.
L'episodio causò un grave incidente diplomatico tra Cuba e le Bahamas, con le autorità cubane che sostennero di aver agito per difendere i loro pescherecci da un atto di pirateria dei bahamensi mentre erano intenti a pescare in acque internazionali. Visto anche il sostegno a favore delle Bahamas da parte degli altri Stati della regione, i cubani accettarono infine di pagare a favore del governo bahamense e delle famiglie dei marinai uccisi un risarcimento monetario per i danni causati.

## Antefatti
La delimitazione delle zone di sfruttamento economico in mare era una questione annosa e complicata per le Bahamas. L'arcipelago ottenne una piena indipendenza dal dominio coloniale del Regno Unito il 10 luglio 1973 con la veste di Reame del Commonwealth, facendo il suo ingresso nelle Nazioni Unite il 18 settembre seguente; adottando come principale linea di politica estera il mantenimento di solide relazioni con il Regno Unito e gli Stati Uniti d'America, le autorità bahamensi si trovarono ora a dover gestire in prima persona il controllo delle loro frontiere marittime, con particolare riferimento al diritto di regolamentare le attività di ricerca di giacimenti offshore di idrocarburi e di contrastare le azioni di pesca commerciale illegale portate avanti da compagnie straniere.
Una zona di particolare attrito si rivelò essere quella del distretto di Ragged Island, nel sud dell'arcipelago e a poca distanza dalla costa orientale di Cuba. Stando agli archivi della Royal Bahamas Police Force, gli incidenti riguardanti pescherecci cubani scoperti a praticare attività di pesca illegale nelle acque bahamensi risalivano a ben prima dell'indipendenza delle stesse Bahamas: il 16 luglio 1971, ad esempio, la polizia bahamense fermò e requisì un peschereccio cubano sorpreso a pescare nelle acque dell'isola di Johnson Cay, azione ripetuta il 20 agosto seguente nei confronti di un secondo peschereccio sorpreso dalla polizia nella zona di Ragged Island; in questo come in molti altri casi succedutisi nel tempo, gli equipaggi cubani furono arrestati, processati con l'accusa di pesca di frodo e quindi condannati a pene detentive dai tribunali bahamensi. Il governo dell'Avana non avanzò inizialmente proteste o discussioni in merito ai sequestri dei pescherecci cubani operati dalla polizia bahamense; solo in una circostanza le autorità cubane sembrarono mostrare un cambio di atteggiamento circa questi episodi. Il 19 dicembre 1975 due motovedette della polizia bahamense fermarono una flottiglia di cinque pescherecci cubani al largo dell'isola di Cay Verde, trovandovi a bordo grosse quantità di pescato illegale; mentre le imbarcazioni sequestrate venivano condotte in direzione di New Providence, velivoli della Fuerza Aérea Revolucionaria cubana (un aereo da caccia prima e un ricognitore marittimo Douglas DC-3 dopo) iniziarono a compiere voli in circolo sopra le motovedette bahamensi, pur senza intraprendere azioni di attacco e senza impedire in definitiva il sequestro dei pescherecci e la condanna dei loro equipaggi.
Il ripetersi degli sconfinamenti nelle sue acque nazionali da parte dei pescherecci cubani e statunitensi, come pure le pressioni delle compagnie internazionali interessate allo sfruttamento degli idrocarburi, spinse il governo di Nassau ad adottare un atteggiamento più duro: fu ufficialmente adottata la linea politica che riservava alle Bahamas lo sfruttamento esclusivo della piattaforma continentale dell'arcipelago, e nel giugno 1977 il limite delle acque territoriali bahamensi fu unilateralmente innalzato a 200 miglia dalla costa. Per dare concretezza a queste pretese, venne presa la decisione di creare una forza a ordinamento militare incaricata della difesa dei confini nazionali: con l'assistenza del Regno Unito, che fornì addestramento e naviglio, una "Defence Force" bahamense fu attivata nell'ottobre 1975, espandendosi poi nell'organico dopo aver assorbito nei suoi ranghi la componente navale della polizia nazionale. Il 31 marzo 1980 il Parlamento delle Bahamas diede approvazione definitiva alla costituzione della Royal Bahamas Defence Force (RBDF): la piccola marina militare metteva in linea una forza composta da due pattugliatori (gli HMBS Marlin e Flamingo), sette motovedette e due navi ausiliarie.

## L'incidente

La localizzazione del distretto di Ragged Island nelle Bahamas; la stessa Ragged Island è l'isola più grande della catena di isole posta più a sud nell'ingrandimento della mappa

L'8 maggio 1980, neppure sei settimane dopo l'istituzione ufficiale della Royal Bahamas Defence Force, lo HMBS Flamingo uscì in mare dalla base navale di Coral Harbour a New Providence per condurre una missione di routine di pattugliamento delle acque del distretto di Ragged Island. Costruito due anni prima dalla britannica Vosper Thorneycroft, il Flamingo era un piccolo pattugliatore da 125 tonnellate di dislocamento, armato di una mitragliera da 20 mm Oerlikon; l'equipaggio ammontava a 18 uomini agli ordini del comandante Amos Rolle.
La navigazione del Flamingo si rivelò priva di eventi fino alle 17:00 del 10 maggio, quando il pattugliatore avvistò due imbarcazioni intente a pescare davanti alla costa settentrionale dell'isola bahamense di Cay Santo Domingo, posta a circa 45 miglia a nord-est di Cuba: si trattava dei pescherecci cubani Ferrocem 165 e Ferrocem 54 i quali, alla vista dell'unità bahamense, interruppero la pesca e iniziarono a fuggire in direzione sud-ovest. Il Flamingo si gettò all'inseguimento, raggiungendo le imbarcazioni cubane a circa un miglio di distanza da Cay Santo Domingo: nonostante le intimazioni a fermarsi trasmesse tramite megafono i pescherecci continuarono a mantenere rotta e velocità, portando il Flamingo a sparare alcuni colpi di avvertimento prima in aria e poi davanti alla prua delle imbarcazioni cubane; solo dopo che i bahamensi ebbero corretto il tiro e indirizzato alcuni colpi contro la prua stessa delle imbarcazioni i cubani decisero di fermasi. I due pescherecci furono quindi abbordati dai militari bahamensi a circa cinque miglia di distanza da Cay Santo Domingo: su ognuna delle imbarcazioni furono trovati grossi quantitativi di pescato, e gli otto marittimi cubani presenti a bordo furono quindi tratti in arresto.
Con i due pescherecci confiscati a rimorchio, il Flamingo iniziò quindi a dirigere in direzione di Cay Santo Domingo. Poco dopo due caccia MiG-21 dell'Aviazione cubana comparvero sulla scena: i velivoli iniziarono a circuitare intorno al Flamingo, sparando alcuni colpi di cannone parallelamente al lato di dritta e direttamente davanti alla prua del pattugliatore prima di ritirarsi. Il comandante Rolle ritenne che questa fosse una manovra volta più che altro a spaventare i bahamensi e convincerli a rilasciare i pescherecci requisiti, e decise di proseguire lungo la rotta stabilita confidando nel fatto di trovarsi bene addentro alle acque territoriali delle Bahamas. Fu ordinato di alzare sull'albero del pattugliatore una seconda insegna navale della RBDF in aggiunta a quella già presente nonché una bandiera nazionale delle Bahamas, onde esporre in modo chiaro l'identità dell'imbarcazione: stante le ottime condizioni meteo presenti nella zona, l'equipaggio ritenne che i vessilli fossero perfettamente visibili anche dall'aria.
Circa quarantacinque minuti dopo il primo passaggio, con il Flamingo ormai giunto a circa 1,5 miglia da Cay Santo Domingo, altri due caccia MiG-21 cubani si approcciarono all'unità. Questa volta i caccia presero direttamente di mira il pattugliatore bahamense, sparando contro lo scafo con cannoni e razzi: sul ponte di comando scoppiò un incendio e la sala operativa fu inondata di acqua, rendendo inservibili gli apparati di comunicazione di bordo. Con lo scafo in procinto di affondare il comandante Rolle ordinò l'abbandono della nave: mentre l'equipaggio si gettava fuori bordo i caccia cubani compirono un secondo passaggio, sparando contro i naufraghi in acqua e facendo a pezzi le due scialuppe di salvataggio calate in mare; gli aerei quindi si allontanarono, mentre un elicottero militare cubano giunto sul posto continuava a osservare la scena dall'alto. Sotto il comando di un militare bahamense presente a bordo, uno dei pescherecci requisiti diresse le operazioni di soccorso dei naufraghi del Flamingo, quattro dei quali erano feriti; ci si rese ben presto contro che quattro uomini mancavano all'appello: l'able seaman Fenrick Sturrup e i marinai David Tucker, Edward Williams e Austin Smith, tutti periti nell'affondamento. I bahamensi erano praticamente indifesi (le uniche armi disponibili erano una pistola e un mitra), ma l'elicottero cubano si allontanò una volta che lo scafo del Flamingo fu scomparso sott'acqua. Tutto il personale bahamense e i loro prigionieri cubani furono quindi caricati sul peschereccio Ferrocem 165, che iniziò una lenta navigazione notturna alla volta dell'isola di Ragged Island; il Ferrocem 54, il cui apparato motore era finito fuori uso, fu lasciato andare alla deriva.
Il Ferrocem 165 gettò l'ancora nella baia di Anchorage, all'estremità meridionale di Ragged Island, la mattina dell'11 maggio e gli uomini presenti a bordo si diressero quindi a piedi verso l'abitato principale dell'isola, Duncan Town; telegrammi furono inviati a Nassau per informare le autorità del disastro. I cubani non avevano però intenzione di desistere e, alle 09:30, due caccia MiG-21 fecero la loro apparizione sopra Duncan Town, compiendo simulazioni di manovre di attacco al suolo che terrorizzarono la popolazione locale. Sulla scena comparvero anche un aereo da trasporto e un elicottero militare cubano: l'elicottero arrivò ad atterrare su un isolotto dal lato opposto rispetto al punto di ancoraggio del Ferrocem 165, scoperchiando alcune case con il vento sollevato dai suoi rotori e sbarcando una squadra di uomini armati che si aggirò nella zona prima di ritirarsi. I velivoli cubani approcciarono anche un aereo da trasporto DC-3 bahamense, carico di truppe della RBDF e agenti di polizia inviati in rinforzo a Ragged Island, disturbando con passaggi ravvicinati le sue manovre di atterraggio presso il piccolo aeroporto di Duncan Town; i caccia e l'elicottero si ritirarono dalla scena intorno alle 10:15, ma l'aereo da trasporto cubano continuò a sorvolare il cielo di Duncan Town impedendo il decollo del DC-3 bahamense. Il velivolo cubano si ritirò infine due ore più tardi, dopo che due caccia statunitensi decollati in allarme giunsero sulla scena.

## Conseguenze
Al di là degli incidenti relativi alla pesca di frodo avvenuti in passato, le relazioni internazionali tra le Bahamas e Cuba si erano tradizionalmente sviluppate in maniera pacifica e amichevole; l'affondamento del Flamingo giunse in maniera totalmente inaspettata e incrinò profondamente questa relazione. Il comandante Rolle fu subito convocato a Nassau per riferire dell'incidente al consiglio di sicurezza nazionale, presieduto dal vice primo ministro Arthur Hanna; il primo ministro bahamense Lynden Pindling si trovava in quel momento in visita a Londra, ma informato dell'attacco annullò i suoi impegni e dispose un immediato ritorno in patria. I governi britannico, statunitense e canadese emisero subito dichiarazioni di condanna per l'attacco cubano, definito come una grave e palese violazione del diritto internazionale.
Il governo bahamense emise un'aspra nota di protesta diplomatica, pretendendo dalle autorità cubane delle scuse ufficiali per l'incidente e il riconoscimento formale della sovranità e integrità territoriale delle Bahamas. Il 12 maggio una delegazione diplomatica cubana di sette membri si recò a Nassau per trattare: la delegazione era guidata dal vice ministro degli esteri Calegrino Torres e dall'ambasciatore di Cuba nelle Bahamas Raul Rouri, ma contava nei suoi ranghi anche Raul Castro, fratello del leader cubano Fidel Castro. La posizione ufficiale del governo cubano, ribadita anche in un comunicato trasmesso agli organi di stampa bahamensi il 14 maggio, era che le sue forze militari avevano risposto a una chiamata di aiuto emessa dal peschereccio Ferrocem 165, il quale aveva comunicato via radio di essere sotto l'attacco di pirati mentre stava pescando in acque internazionali; i cubani sostennero che atti di pirateria si erano già verificati varie volte ai danni dei suoi pescherecci, e che dietro di essi vi erano probabilmente le azioni della CIA statunitense. Furono espresse critiche nei confronti del comportamento dell'equipaggio del Flamingo, giudicando come sproporzionato l'uso delle armi da parte di esso contro i due pescherecci cubani, e lasciando intendere che il suo operato fosse stato diretto in qualche modo dagli Stati Uniti; i cubani affermarono anche di riservarsi il diritto di agire nello stesso modo qualora episodi simili si fossero verificati in futuro. La situazione diplomatica rimase tesa almeno fino alla fine del maggio 1980; solo dopo che le Bahamas, spalleggiate da altri governi degli Stati di lingua inglese dei Caraibi, ebbero espresso l'intenzione di portare l'incidente all'attenzione del Consiglio di sicurezza delle Nazioni Unite i cubani decisero di cedere. Pur continuando a sostenere che le acque dove si era verificato l'incidente non ricadevano sotto la giurisdizione bahamense, il governo cubano emise infine delle scuse ufficiali per l'«errore» commesso dalle sue forze militari, e si impegnò a pagare un risarcimento monetario di 5 milioni di dollari a favore delle Bahamas per la perdita del Flamingo e di 100000 dollari a favore di ciascuna delle quattro famiglie dei marinai bahamensi morti nell'affondamento.
Gli otto pescatori cubani arrestati comparvero davanti a un tribunale bahamense per rispondere dell'accusa di pesca di frodo; emerse che cinque di essi, come pure lo stesso peschereccio Ferrocem 54, fossero già stati fermati in passato per episodi illegali relativi alla pesca in acque delle Bahamas, il che fece supporre che il loro comportamento fosse stato dettato dal tentativo di evitare un secondo arresto da parte delle autorità bahamensi. I pescatori furono inoltre trovati in possesso di una licenza emessa dal governo cubano che li autorizzava a pescare in una zona di mare rivendicata ufficialmente come propria dalle Bahamas. Assistiti dall'avvocato bahamense J. Henry Bostwick, i cubani ottennero di essere scarcerati dietro il pagamento di una cauzione di 10 milioni di dollari a testa; il processo nei loro confronti si svolse poi nel luglio seguente.
L'incidente del Flamingo rappresentò uno dei molti episodi che, tra il 1979 e il 1981, guastarono pesantemente le relazioni diplomatiche tra Cuba e le altre nazioni affacciate sul Mar dei Caraibi, che proprio nel corso dei precedenti anni 1970 avevano invece conosciuto un periodo di notevole sviluppo anche sotto il profilo dei commerci. Questa catena di eventi aveva avuto inizio con gli assalti alle ambasciate di Perù ed Ecuador all'Avana da parte di folle di esuli politici cubani in cerca di asilo, prodromi del futuro "esodo di Mariel"; la reazione delle forze dell'ordine cubane, che irruppero nelle sedi diplomatiche in questione, indispettì non solo gli Stati coinvolti ma anche molte altre nazioni dell'America Latina. La decisione del governo cubano di sostenere apertamente i movimenti rivoluzionari di sinistra saliti al potere in Nicaragua e a Grenada, come pure di fornire appoggio al movimento guerrigliero M-19 in Colombia, spinse molti governi dell'area a temere che i cubani stessero spalleggiando una futura ondata di sovversione rivoluzionaria ai loro danni; la presenza di specialisti e istruttori cubani impegnati in programmi di assistenza medica, sociale ed economica negli Stati dell'area caraibica iniziò a essere vista con sospetto e divenne oggetto di discussione nelle locali campagne elettorali, con accuse all'Avana di tentare di intromettersi negli affari interni di queste nazioni: questo portò in breve tempo all'elezione di governi ostili a Cuba in vari Stati dell'area come Giamaica, Dominica, Saint Lucia e Guyana, che si affrettarono ben presto a troncare o ridurre i contatti diplomatici con i cubani. L'episodio del Flamingo fornì inoltre l'opportunità agli Stati Uniti di proporsi come difensori della sovranità delle piccole nazioni insulari dei Caraibi, varando per la prima volta consistenti programmi di aiuto economico e militare a loro favore e aumentando la loro influenza nella regione.
L'opinione pubblica bahamense fu scioccata dall'apprendere la notizia dell'attacco e della perdita di vite umane tra i ranghi delle sue piccole forze armate: l'episodio fu visto come una prova della vulnerabilità della giovane nazione e della sua dipendenza dalla protezione militare dei suoi potenti vicini statunitensi, ma servì anche a compattare la popolazione e infonderle un sentimento di patriottismo e risolutezza; numerosi furono i messaggi di cordoglio inviati alle famiglie delle vittime da parte di cittadini comuni e organizzazioni. L'11 novembre 1981, Remembrance Day in tutti i paesi del Commonwealth delle nazioni, una targa in onore delle vittime del Flamingo fu posta nel Giardino della Rimembranza di Nassau alla presenza del comandante Rolle; un monumento commemorativo dei caduti dell'unità fu poi inaugurato il 10 maggio 2008 alla presenza delle massime autorità bahamensi.